# Campagna piemontese in Italia centrale
La campagna piemontese in Italia centrale si svolse tra il settembre e l'ottobre 1860 durante i più vasti eventi del Risorgimento.
La campagna vide l'invio di un contingente militare da parte del Regno di Sardegna contro lo Stato Pontificio. Benché combattuta tra le forze di due stati italiani, nel clima dell'epoca si rimarcò il fatto che nello schieramento pontificio militavano volontari e mercenari stranieri, comandati da generali d'oltralpe, fatto posto a giustificazione della campagna piemontese. Casus belli fu l'intervento contro la repressione da parte dell'Esercito pontificio dei moti rivoluzionari favorevoli all'Unità d'Italia che si erano avuti nei primi giorni di settembre in concomitanza con l'ingresso di Garibaldi a Napoli.
In seguito, l'operazione fu estesa al Regno delle Due Sicilie, ufficialmente per ristabilire l'ordine ed evitare che l'esercito garibaldino proclamasse una repubblica indipendente e muovesse contro il papa.

## Premessa
La monarchia sabauda, nei primi decenni dell'Ottocento, era abilmente riuscita a presentarsi come l'unica potenza in grado di dare voce ai sentimenti risorgimentali che auspicavano l'indipendenza della penisola italiana; in particolare, le ambizioni piemontesi erano state messe in chiaro dall'esito della seconda guerra d'indipendenza e dalle sue conseguenze, che ebbero il risultato di alimentare ulteriormente le istanze indipendentiste italiane. Questo rinnovato fervore patriottico, tuttavia, era percepito dalle potenze europee come un possibile elemento di destabilizzazione dello scenario continentale: in tale quadro il Regno di Sardegna si impegnò per accreditarsi come garante dell'ordine della penisola senza tuttavia rinunciare a estendere il proprio controllo sull'Italia centrale. Agli occhi delle altre nazioni, infatti, era preferibile che i moti unitari convergessero verso il Regno di Sardegna piuttosto che verso forme di governo repubblicane, e per questa ragione si era disposti a tollerarne la sua espansione a scapito dello stato pontificio. Probabilmente non prevista fu, invece, l'annessione del Regno delle Due Sicilie: una volta caduta la monarchia borbonica si accettò, in assenza di valide alternative, il fatto compiuto.

## L'invasione dello Stato Pontificio

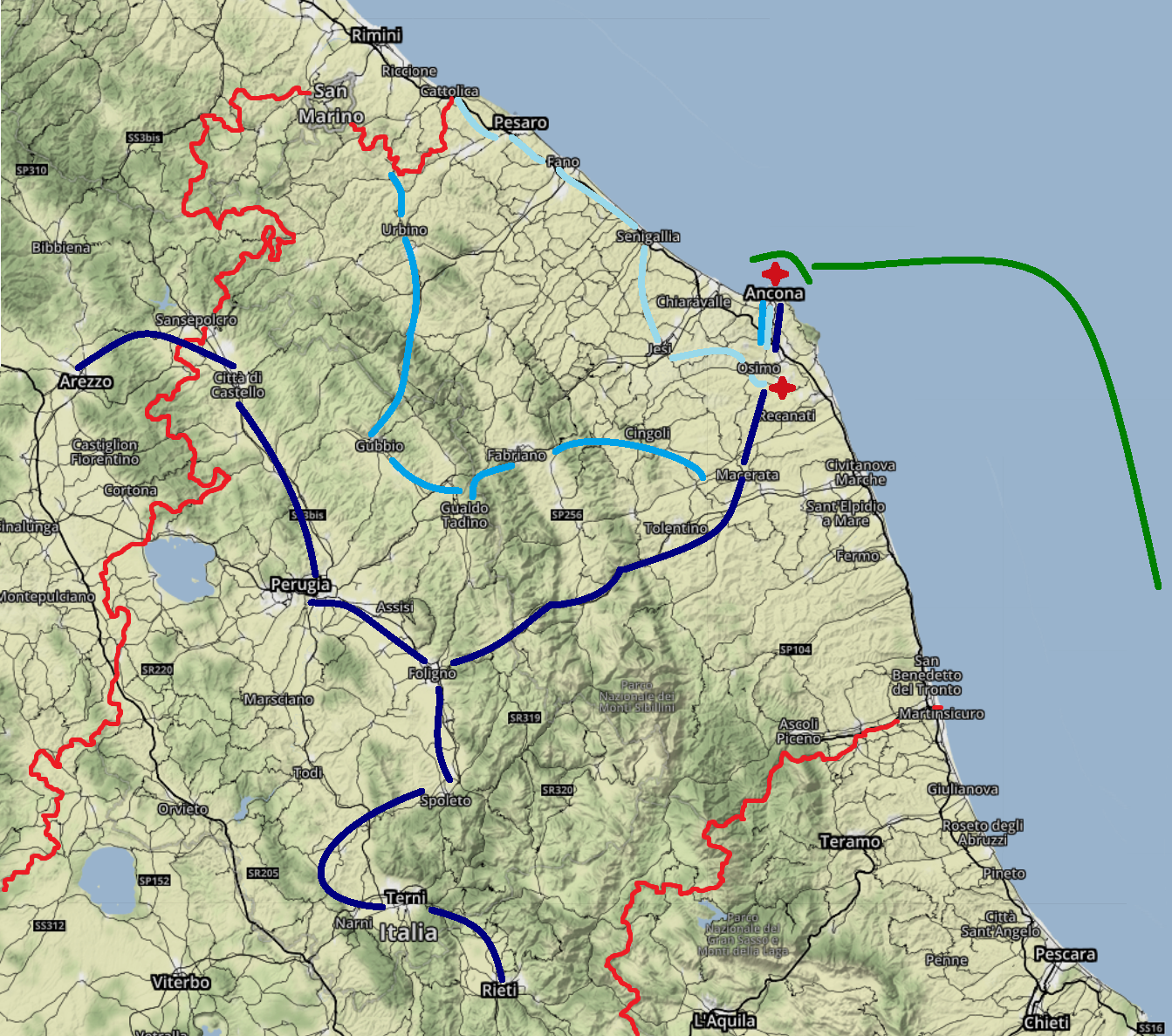
Prima fase della Campagna piemontese in Italia centrale

La spedizione si articolò in due fasi: nella prima l'esercito sabaudo, composto da due corpi d'armata (il IV e il V) guidate dal generale Manfredo Fanti, mosse verso le Legazioni pontificie dell'Umbria e delle Marche.
Il piano prevedeva una manovra a tenaglia: le due armate si sarebbero dovute muovere al di qua e al di là degli Appennini, interrompendo le vie di comunicazione fra Lazio, Umbria e Marche, per poi convergere su Ancona, obiettivo finale della spedizione. L'11 settembre 1860 l'armata varcò i confini dello Stato pontificio in tre punti differenti: il V corpo d'armata, comandato dallo stesso Fanti, dopo aver attraversato Arezzo e Sansepolcro, si diresse in Umbria, verso Foligno, passando attraverso Città di Castello, Umbertide e Perugia (conquistata il 14 settembre dalle truppe del generale De Sonnaz); il IV corpo d'armata invase da più punti le Marche: la 13ª divisione, al comando di Raffaele Cadorna, seguì un percorso a ridosso degli Appennini attraverso Urbino, Cagli e Gubbio, mentre il resto del contingente, composto dalla 4ª e dalla 7ª divisione (maggior generale Alberto Leotardi), proseguì sotto la guida di Enrico Cialdini lungo la costa attraversando Pesaro, Fano e Senigallia e finendo per scontrarsi a Castelfidardo il 18 settembre con l'esercito pontificio del generale de Lamoricière.
Presidiate la Flaminia e la Salaria, conquistate le città principali di Umbria e Marche e sbaragliato il contingente pontificio che cercava di radunarsi presso Macerata, l'esercito piemontese assediò e prese Ancona il 29 settembre, grazie al blocco navale che la marina sabauda aveva nel frattempo realizzato.

## L'invasione del Regno delle Due Sicilie

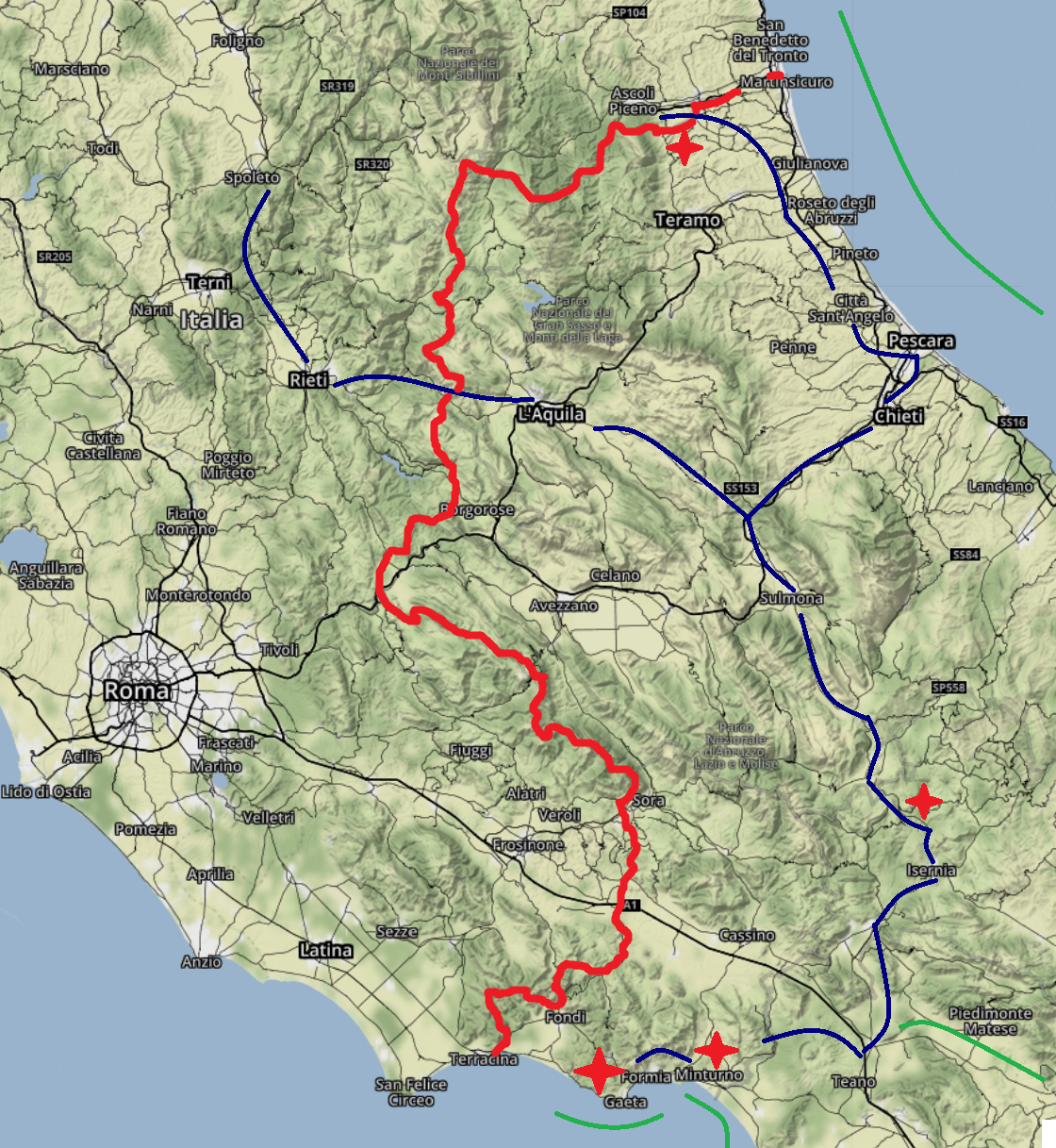
Seconda fase della Campagna piemontese in Italia centrale

La seconda fase, che può essere a sua volta suddivisa in due momenti, prese il via con l'invasione del Regno delle Due Sicilie, ufficialmente motivata dalla necessità di ristabilire l'ordine in seguito ai disordini della Spedizione dei Mille e impedire che i garibaldini, sbaragliato l'esercito borbonico nella battaglia del Volturno, muovessero all'attacco di Roma.

### In marcia verso sud
In primo luogo, Re Vittorio Emanuele II, giunto il 3 ottobre ad Ancona, prese il comando dell'esercito e si diresse verso sud alla testa delle truppe con l'obiettivo di raggiungere la piana del Volturno, dove l'esercito borbonico, asserragliato fra le piazzeforti di Gaeta e Capua, si difendeva dai garibaldini. Mentre un contingente muoveva lungo la costa via nave, il grosso dell'esercito si mise in cammino lungo due direttrici diverse; in contemporanea, nelle varie città e fortezze del Regno delle Due Sicilie non ancora occupate dai garibaldini si verificavano insurrezioni e ammutinamenti, e cominciavano a radunarsi drappelli di volontari.
Il 12 ottobre il sovrano attraversò con le sue truppe il fiume Tronto, confine fra lo Stato Pontificio e il Regno delle Due Sicilie; nel frattempo, una parte dell'esercito muoveva verso Spoleto e Rieti con l'intenzione di raggiungere L'Aquila. Aggirata la fortezza di Civitella del Tronto, successivamente messa sotto assedio, Vittorio Emanuele proseguì lungo la costa fino alla foce dell'Aterno e si diresse infine verso Chieti. Giunti a Popoli, i due contingenti si riunirono e insieme si diressero verso Roccaraso e Castel di Sangro, in direzione del valico del Macerone dove passava la strada che dagli Abruzzi permetteva di raggiungere la Terra di Lavoro. Qui i piemontesi furono raggiunti dalle truppe partite da Ancona che, sbarcate a Manfredonia, si erano mosse lungo una direttrice che le aveva portate a toccare Foggia, Ariano e Benevento.
Fatti d'arme principali di questa fase furono l'assedio della fortezza di Civitella, incominciato il 26 ottobre e durato diversi mesi, e la battaglia del Macerone (20 ottobre) che, seppur considerabile una semplice scaramuccia per via delle esigue forze in campo, aprì la strada ai piemontesi permettendo loro di prendere l'esercito borbonico alle spalle.

### Sul campo di battaglia
L'obiettivo piemontese era quello di partecipare alle operazioni che vedevano contrapposti l'esercito meridionale di Garibaldi e l'esercito delle Due Sicilie nella porzione settentrionale della Terra di Lavoro.
In seguito alla spedizione dei Mille, infatti, il re Francesco II si era ritirato nella fortezza di Gaeta, mantenendo il controllo di una vasta area che era protetta da una serie di linee difensive, la più importante delle quali correva lungo la riva nord del fiume Volturno, dalla costa fino alla città di Capua, saldamente fortificata.
Fallito con la battaglia del Volturno il tentativo di respingere l'avanzata dei garibaldini (che procedevano verso nord in direzione di Roma) e di riconquistare Napoli, l'esercito di Francesco II fu ulteriormente costretto a ripiegare dall'intervento dell'esercito piemontese, giunto alle spalle della linea difensiva borbonica. Sconfitto nella battaglia di San Giuliano, l'esercito napoletano fu costretto ad abbandonare Capua e a ritirarsi sulla linea del Garigliano.
Qui si verificò l'evento conclusivo della spedizione piemontese, ossia la battaglia del Garigliano, combattuta il 29 ottobre del 1860, in seguito alla quale l'esercito borbonico si asserragliò definitivamente a Gaeta per difendere il proprio sovrano.

## Cronotassi dei principali avvenimenti
|                  | Armata di occupazione delle Marche e dell'Umbria (Fanti) | Armata di occupazione delle Marche e dell'Umbria (Fanti)                                                         | Armata di occupazione delle Marche e dell'Umbria (Fanti)                                                         | Armata di occupazione delle Marche e dell'Umbria (Fanti)                    |
| flotta (Persano) | IV corpo d'armata (Cialdini)                             | IV corpo d'armata (Cialdini)                                                                                     | V corpo d'armata (Morozzo della Rocca)                                                                           |                                                                             |
| flotta (Persano) | divisioni 4ª e 7ª (Cialdini)                             | divisione 13ª (Cadorna)                                                                                          | V corpo d'armata (Morozzo della Rocca)                                                                           |                                                                             |
| ---------------- | -------------------------------------------------------- | --- | --- | --------------------------------------------------------------------------- |
| 5 settembre      | una squadra salpa da Genova                              | | |                                                                             |
| 10 settembre     | Circumnavigazione della Penisola                         | Le truppe si schierano al confine con le Marche sulla linea del Tavollo, pronte a dividersi lungo due direttrici | Le truppe si schierano al confine con le Marche sulla linea del Tavollo, pronte a dividersi lungo due direttrici | Le truppe si schierano al confine con l'Umbria, presso Arezzo e Sansepolcro |
| 11 settembre     | Circumnavigazione della Penisola                         | Pesaro | | Città di Castello                                                           |
| 12 settembre     | Circumnavigazione della Penisola                         | Fano | Urbino e Fossombrone                                                                                             |                                                                             |
| 13 settembre     | Circumnavigazione della Penisola                         | Senigallia | Cagli | Umbertide e Perugia                                                         |
| 14 settembre     | Circumnavigazione della Penisola                         | | Gubbio |                                                                             |
| 15 settembre     | Circumnavigazione della Penisola                         | Jesi | Gualdo Tadino | Foligno                                                                     |
| 16 settembre     | Circumnavigazione della Penisola                         | Osimo | Gualdo Tadino | Spoleto                                                                     |
| 17 settembre     | Circumnavigazione della Penisola                         | Osimo | Fabriano | Spoleto                                                                     |
| 18 settembre     | Circumnavigazione della Penisola                         | Battaglia di Castelfidardo                                                                                       | Fabriano | Terni, Narni e Rieti                                                        |
| 20 settembre     | Blocco navale di Ancona e inizio dei bombardamenti       | | Macerata | Macerata                                                                    |
| 24-29 settembre  | Assedio di Ancona                                        | Assedio di Ancona                                                                                                | Assedio di Ancona                                                                                                | Assedio di Ancona                                                           |
| 3 ottobre        | Vittorio Emanuele II sbarca ad Ancona                    | Vittorio Emanuele II sbarca ad Ancona                                                                            | Vittorio Emanuele II sbarca ad Ancona                                                                            | Vittorio Emanuele II sbarca ad Ancona                                       |

|               | Esercito del Regno di Sardegna (Vittorio Emanuele II) | Esercito Meridionale (Garibaldi)                                                                                                  |
| ------------- | --- | --- |
| 1-2 ottobre   | | Battaglia del Volturno: i garibaldini fermano il contrattacco borbonico                                                           |
| 6 ottobre     | La flotta salpa da Ancona con a bordo parte dell'esercito. I soldati sbarcheranno a Manfredonia per dirigersi verso Napoli attraverso i territori della Capitanata e del Principato Ultra | |
| 12 ottobre    | Invasione del Regno delle Due Sicilie | |
| 12-17 ottobre | L'esercito, diviso in due tronconi, fa il suo ingresso in Abruzzo | Battaglia di Pettorano: un contingente di garibaldini viene trucidato nei pressi di Isernia                                       |
| 18 ottobre    | I due contingenti, provenienti rispettivamente da L'Aquila e da Chieti, si riuniscono a Popoli per dirigersi verso Castel di Sangro e la Terra di Lavoro                                  | |
| 20 ottobre    | Battaglia del Macerone: i piemontesi sconfiggono le truppe inviate a fermarli | |
| 26 ottobre    | Inizio dell'assedio di Civitella | |
| 26 ottobre    | Battaglia di San Giuliano: l'esercito napoletano è costretto a ritirarsi sulla linea del Garigliano                                                                                       | |
| 26 ottobre    | Incontro di Teano | Incontro di Teano |
| 29 ottobre    | Battaglia del Garigliano: l'esercito piemontese sconfigge l'esercito borbonico e lo costringe a ritirarsi nella fortezza di Gaeta                                                         | Battaglia del Garigliano: l'esercito piemontese sconfigge l'esercito borbonico e lo costringe a ritirarsi nella fortezza di Gaeta |
| 5 novembre    | Inizio dell'assedio di Gaeta | Inizio dell'assedio di Gaeta |